# پوتامن
پوتامن (به فرانسوی: Putamen) (به معنی غلاف) یکی از عقده‌های قاعده‌ای مغز است . هسته‌های قاعده‌ای از پنج هسته زیرقشری مغز تشکیل شده‌اند هستۀ پوتامن قسمت خارجی و تیره‌تر هستۀ عدسی‌شکل مغز است.

## ساختار
هستۀ پوتامن به همراه هسته دم‌دار بخش جسم مخطط پشتی را تشکیل می‌دهند که بخشی از عقده‌های قاعده ای می‌باشند. سابقاً به این دوبخش به صورت چسبیده هستۀ لنتیفورم می‌گفتند. 
درون‌دادها
این بخش با قسمت‌های سطحی نئوکورتکس و به‌ویژه لوب پیشانی در ارتباط بوده و پیام های برانگیخته کننده گلوتاماترژیک دریافت کرده و بر مبنای آن با سایر بخش ها از جمله هسته زیر تالاموس، توده سیاه کمپاکت گلوبوس پالیدوس پیام مهار کننده گابائرژیک میفرستد.
خروجی یکی از زمینه های تحت تاثیر پوتامن کنترل حرکات چشم ها میباشد. حرکت چشم توسط شبکه گسترده ای از نواحی مغز کنترل می‌شود که با یک ناحیه در مغز میانجی به نام کولیکولوس فوقانی (SC) همگرا می‌شوند. SC یک ساختار لایه بندی شده است که لایه های آن نقشه های دو بُعدی رتینوپیک فضای بینایی را تشکیل می‌دهند.
SC پیام های مهار کننده قوی از عقده‌های های قاعده‌ای، فرستاده از توده سیاه پارس رتیکولار دریافت میکند. نورون های پارس رتیکولار معمولا به طور پیوسته با نرخ بالایی فعالیت میکند، اما به محض حرکت چشم از حرکت "متوقف میشوند"  و بدین ترتیب SC را آزاد تر می‌کنند. نورون های بخش هایی از هسته دم‌دار همچنین فعالیت مرتبط با حرکات چشم نشان می‌دهند. از آنجا که اکثریت سلول های هسته دم دار در نرخ بسیار پایین فعالیت می‌کنند، حرکات چشم همیشه افزایش نرخ آتش در نورون های این بخش را نشان می‌دهد.حرکت چشم با فعالسازی هسته دم‌دار آغاز گشته که توده سیاه رتیکولار را از طریق سلول های گابائرژیک مهار کرده و بدین ترتیب SC را از مهار شدن رها می‌سازد.

## عملکرد
هسته پوتامن در تنظیم دقیق حرکات بدن برای نواختن ساز، تایپ، نوشتن و نقاشی نقش بسیار دارد. حرکات چشم، یادگیری عملکردی، انگیزه و رفتارهای با هدف و یادگیری شرطی شده، مهارت های مرتبط به دستگاه حرکتی از جمله وظایف این بخش از مغز میباشد. به طور عمده ورودی آن از کورتکس فرونتال بوده و از طریق توده سیاه کمپاکت توسط دوپامین و از مسیر نایگرواستریاتال تغذیه می‌شود و خروجی آن گابائرژیک است که سرتاسر عقده های قاعده ای را تحت تاثیر قرار می‌دهد.
هسته پوسته نقش مهمی در ادراک تحقیر و نفرت دارد 